# Мередит, Уильям (шахматный композитор)
Уильям Мередит (англ. William Meredith, 14 мая 1835, Филадельфия, Пенсильвания — 10 августа 1903, Фолкрофт, Пенсильвания) — американский шахматный композитор.
Уильям Мередит происходил из богатой семьи. Его отец, Уильям Моррис Мередит, в 1849—1850 годах был министром финансов США. Получив юридическое образование, Мередит несколько лет работал юристом, но оставил эту деятельность по состоянию здоровья.
С 1870 года Мередит посвятил себя шахматной композиции. Он составил около 200 задач, в основном двух- и трёхходовых. В своих задачах Мередит часто использовал ограниченное количество фигур — от 8 до 12, вследствие чего задачи с указанным числом фигур стали именоваться «мередит».
В 1916 году Ален Кэмпбелл Уайт включил книгу Уильяма Мередита «100 шахматных задач» в свою знаменитую «рождественскую» серию из 44 книг (1905—1936).

## Задачи
|   | a | b | c | d | e | f | g | h |   |
| - | --- | --- | --- | --- | --- | --- | --- | --- | - |
| 8 | e7 белый король · f7 белая ладья · e6 чёрная пешка · b5 белый конь · c4 чёрный слон · e4 чёрный король · f4 белый слон · d3 белая ладья · e2 чёрный конь · f2 чёрная пешка · a1 белый ферзь · e1 чёрный конь | e7 белый король · f7 белая ладья · e6 чёрная пешка · b5 белый конь · c4 чёрный слон · e4 чёрный король · f4 белый слон · d3 белая ладья · e2 чёрный конь · f2 чёрная пешка · a1 белый ферзь · e1 чёрный конь | e7 белый король · f7 белая ладья · e6 чёрная пешка · b5 белый конь · c4 чёрный слон · e4 чёрный король · f4 белый слон · d3 белая ладья · e2 чёрный конь · f2 чёрная пешка · a1 белый ферзь · e1 чёрный конь | e7 белый король · f7 белая ладья · e6 чёрная пешка · b5 белый конь · c4 чёрный слон · e4 чёрный король · f4 белый слон · d3 белая ладья · e2 чёрный конь · f2 чёрная пешка · a1 белый ферзь · e1 чёрный конь | e7 белый король · f7 белая ладья · e6 чёрная пешка · b5 белый конь · c4 чёрный слон · e4 чёрный король · f4 белый слон · d3 белая ладья · e2 чёрный конь · f2 чёрная пешка · a1 белый ферзь · e1 чёрный конь | e7 белый король · f7 белая ладья · e6 чёрная пешка · b5 белый конь · c4 чёрный слон · e4 чёрный король · f4 белый слон · d3 белая ладья · e2 чёрный конь · f2 чёрная пешка · a1 белый ферзь · e1 чёрный конь | e7 белый король · f7 белая ладья · e6 чёрная пешка · b5 белый конь · c4 чёрный слон · e4 чёрный король · f4 белый слон · d3 белая ладья · e2 чёрный конь · f2 чёрная пешка · a1 белый ферзь · e1 чёрный конь | e7 белый король · f7 белая ладья · e6 чёрная пешка · b5 белый конь · c4 чёрный слон · e4 чёрный король · f4 белый слон · d3 белая ладья · e2 чёрный конь · f2 чёрная пешка · a1 белый ферзь · e1 чёрный конь | 8 |
| 7 | e7 белый король · f7 белая ладья · e6 чёрная пешка · b5 белый конь · c4 чёрный слон · e4 чёрный король · f4 белый слон · d3 белая ладья · e2 чёрный конь · f2 чёрная пешка · a1 белый ферзь · e1 чёрный конь | e7 белый король · f7 белая ладья · e6 чёрная пешка · b5 белый конь · c4 чёрный слон · e4 чёрный король · f4 белый слон · d3 белая ладья · e2 чёрный конь · f2 чёрная пешка · a1 белый ферзь · e1 чёрный конь | e7 белый король · f7 белая ладья · e6 чёрная пешка · b5 белый конь · c4 чёрный слон · e4 чёрный король · f4 белый слон · d3 белая ладья · e2 чёрный конь · f2 чёрная пешка · a1 белый ферзь · e1 чёрный конь | e7 белый король · f7 белая ладья · e6 чёрная пешка · b5 белый конь · c4 чёрный слон · e4 чёрный король · f4 белый слон · d3 белая ладья · e2 чёрный конь · f2 чёрная пешка · a1 белый ферзь · e1 чёрный конь | e7 белый король · f7 белая ладья · e6 чёрная пешка · b5 белый конь · c4 чёрный слон · e4 чёрный король · f4 белый слон · d3 белая ладья · e2 чёрный конь · f2 чёрная пешка · a1 белый ферзь · e1 чёрный конь | e7 белый король · f7 белая ладья · e6 чёрная пешка · b5 белый конь · c4 чёрный слон · e4 чёрный король · f4 белый слон · d3 белая ладья · e2 чёрный конь · f2 чёрная пешка · a1 белый ферзь · e1 чёрный конь | e7 белый король · f7 белая ладья · e6 чёрная пешка · b5 белый конь · c4 чёрный слон · e4 чёрный король · f4 белый слон · d3 белая ладья · e2 чёрный конь · f2 чёрная пешка · a1 белый ферзь · e1 чёрный конь | e7 белый король · f7 белая ладья · e6 чёрная пешка · b5 белый конь · c4 чёрный слон · e4 чёрный король · f4 белый слон · d3 белая ладья · e2 чёрный конь · f2 чёрная пешка · a1 белый ферзь · e1 чёрный конь | 7 |
| 6 | e7 белый король · f7 белая ладья · e6 чёрная пешка · b5 белый конь · c4 чёрный слон · e4 чёрный король · f4 белый слон · d3 белая ладья · e2 чёрный конь · f2 чёрная пешка · a1 белый ферзь · e1 чёрный конь | e7 белый король · f7 белая ладья · e6 чёрная пешка · b5 белый конь · c4 чёрный слон · e4 чёрный король · f4 белый слон · d3 белая ладья · e2 чёрный конь · f2 чёрная пешка · a1 белый ферзь · e1 чёрный конь | e7 белый король · f7 белая ладья · e6 чёрная пешка · b5 белый конь · c4 чёрный слон · e4 чёрный король · f4 белый слон · d3 белая ладья · e2 чёрный конь · f2 чёрная пешка · a1 белый ферзь · e1 чёрный конь | e7 белый король · f7 белая ладья · e6 чёрная пешка · b5 белый конь · c4 чёрный слон · e4 чёрный король · f4 белый слон · d3 белая ладья · e2 чёрный конь · f2 чёрная пешка · a1 белый ферзь · e1 чёрный конь | e7 белый король · f7 белая ладья · e6 чёрная пешка · b5 белый конь · c4 чёрный слон · e4 чёрный король · f4 белый слон · d3 белая ладья · e2 чёрный конь · f2 чёрная пешка · a1 белый ферзь · e1 чёрный конь | e7 белый король · f7 белая ладья · e6 чёрная пешка · b5 белый конь · c4 чёрный слон · e4 чёрный король · f4 белый слон · d3 белая ладья · e2 чёрный конь · f2 чёрная пешка · a1 белый ферзь · e1 чёрный конь | e7 белый король · f7 белая ладья · e6 чёрная пешка · b5 белый конь · c4 чёрный слон · e4 чёрный король · f4 белый слон · d3 белая ладья · e2 чёрный конь · f2 чёрная пешка · a1 белый ферзь · e1 чёрный конь | e7 белый король · f7 белая ладья · e6 чёрная пешка · b5 белый конь · c4 чёрный слон · e4 чёрный король · f4 белый слон · d3 белая ладья · e2 чёрный конь · f2 чёрная пешка · a1 белый ферзь · e1 чёрный конь | 6 |
| 5 | e7 белый король · f7 белая ладья · e6 чёрная пешка · b5 белый конь · c4 чёрный слон · e4 чёрный король · f4 белый слон · d3 белая ладья · e2 чёрный конь · f2 чёрная пешка · a1 белый ферзь · e1 чёрный конь | e7 белый король · f7 белая ладья · e6 чёрная пешка · b5 белый конь · c4 чёрный слон · e4 чёрный король · f4 белый слон · d3 белая ладья · e2 чёрный конь · f2 чёрная пешка · a1 белый ферзь · e1 чёрный конь | e7 белый король · f7 белая ладья · e6 чёрная пешка · b5 белый конь · c4 чёрный слон · e4 чёрный король · f4 белый слон · d3 белая ладья · e2 чёрный конь · f2 чёрная пешка · a1 белый ферзь · e1 чёрный конь | e7 белый король · f7 белая ладья · e6 чёрная пешка · b5 белый конь · c4 чёрный слон · e4 чёрный король · f4 белый слон · d3 белая ладья · e2 чёрный конь · f2 чёрная пешка · a1 белый ферзь · e1 чёрный конь | e7 белый король · f7 белая ладья · e6 чёрная пешка · b5 белый конь · c4 чёрный слон · e4 чёрный король · f4 белый слон · d3 белая ладья · e2 чёрный конь · f2 чёрная пешка · a1 белый ферзь · e1 чёрный конь | e7 белый король · f7 белая ладья · e6 чёрная пешка · b5 белый конь · c4 чёрный слон · e4 чёрный король · f4 белый слон · d3 белая ладья · e2 чёрный конь · f2 чёрная пешка · a1 белый ферзь · e1 чёрный конь | e7 белый король · f7 белая ладья · e6 чёрная пешка · b5 белый конь · c4 чёрный слон · e4 чёрный король · f4 белый слон · d3 белая ладья · e2 чёрный конь · f2 чёрная пешка · a1 белый ферзь · e1 чёрный конь | e7 белый король · f7 белая ладья · e6 чёрная пешка · b5 белый конь · c4 чёрный слон · e4 чёрный король · f4 белый слон · d3 белая ладья · e2 чёрный конь · f2 чёрная пешка · a1 белый ферзь · e1 чёрный конь | 5 |
| 4 | e7 белый король · f7 белая ладья · e6 чёрная пешка · b5 белый конь · c4 чёрный слон · e4 чёрный король · f4 белый слон · d3 белая ладья · e2 чёрный конь · f2 чёрная пешка · a1 белый ферзь · e1 чёрный конь | e7 белый король · f7 белая ладья · e6 чёрная пешка · b5 белый конь · c4 чёрный слон · e4 чёрный король · f4 белый слон · d3 белая ладья · e2 чёрный конь · f2 чёрная пешка · a1 белый ферзь · e1 чёрный конь | e7 белый король · f7 белая ладья · e6 чёрная пешка · b5 белый конь · c4 чёрный слон · e4 чёрный король · f4 белый слон · d3 белая ладья · e2 чёрный конь · f2 чёрная пешка · a1 белый ферзь · e1 чёрный конь | e7 белый король · f7 белая ладья · e6 чёрная пешка · b5 белый конь · c4 чёрный слон · e4 чёрный король · f4 белый слон · d3 белая ладья · e2 чёрный конь · f2 чёрная пешка · a1 белый ферзь · e1 чёрный конь | e7 белый король · f7 белая ладья · e6 чёрная пешка · b5 белый конь · c4 чёрный слон · e4 чёрный король · f4 белый слон · d3 белая ладья · e2 чёрный конь · f2 чёрная пешка · a1 белый ферзь · e1 чёрный конь | e7 белый король · f7 белая ладья · e6 чёрная пешка · b5 белый конь · c4 чёрный слон · e4 чёрный король · f4 белый слон · d3 белая ладья · e2 чёрный конь · f2 чёрная пешка · a1 белый ферзь · e1 чёрный конь | e7 белый король · f7 белая ладья · e6 чёрная пешка · b5 белый конь · c4 чёрный слон · e4 чёрный король · f4 белый слон · d3 белая ладья · e2 чёрный конь · f2 чёрная пешка · a1 белый ферзь · e1 чёрный конь | e7 белый король · f7 белая ладья · e6 чёрная пешка · b5 белый конь · c4 чёрный слон · e4 чёрный король · f4 белый слон · d3 белая ладья · e2 чёрный конь · f2 чёрная пешка · a1 белый ферзь · e1 чёрный конь | 4 |
| 3 | e7 белый король · f7 белая ладья · e6 чёрная пешка · b5 белый конь · c4 чёрный слон · e4 чёрный король · f4 белый слон · d3 белая ладья · e2 чёрный конь · f2 чёрная пешка · a1 белый ферзь · e1 чёрный конь | e7 белый король · f7 белая ладья · e6 чёрная пешка · b5 белый конь · c4 чёрный слон · e4 чёрный король · f4 белый слон · d3 белая ладья · e2 чёрный конь · f2 чёрная пешка · a1 белый ферзь · e1 чёрный конь | e7 белый король · f7 белая ладья · e6 чёрная пешка · b5 белый конь · c4 чёрный слон · e4 чёрный король · f4 белый слон · d3 белая ладья · e2 чёрный конь · f2 чёрная пешка · a1 белый ферзь · e1 чёрный конь | e7 белый король · f7 белая ладья · e6 чёрная пешка · b5 белый конь · c4 чёрный слон · e4 чёрный король · f4 белый слон · d3 белая ладья · e2 чёрный конь · f2 чёрная пешка · a1 белый ферзь · e1 чёрный конь | e7 белый король · f7 белая ладья · e6 чёрная пешка · b5 белый конь · c4 чёрный слон · e4 чёрный король · f4 белый слон · d3 белая ладья · e2 чёрный конь · f2 чёрная пешка · a1 белый ферзь · e1 чёрный конь | e7 белый король · f7 белая ладья · e6 чёрная пешка · b5 белый конь · c4 чёрный слон · e4 чёрный король · f4 белый слон · d3 белая ладья · e2 чёрный конь · f2 чёрная пешка · a1 белый ферзь · e1 чёрный конь | e7 белый король · f7 белая ладья · e6 чёрная пешка · b5 белый конь · c4 чёрный слон · e4 чёрный король · f4 белый слон · d3 белая ладья · e2 чёрный конь · f2 чёрная пешка · a1 белый ферзь · e1 чёрный конь | e7 белый король · f7 белая ладья · e6 чёрная пешка · b5 белый конь · c4 чёрный слон · e4 чёрный король · f4 белый слон · d3 белая ладья · e2 чёрный конь · f2 чёрная пешка · a1 белый ферзь · e1 чёрный конь | 3 |
| 2 | e7 белый король · f7 белая ладья · e6 чёрная пешка · b5 белый конь · c4 чёрный слон · e4 чёрный король · f4 белый слон · d3 белая ладья · e2 чёрный конь · f2 чёрная пешка · a1 белый ферзь · e1 чёрный конь | e7 белый король · f7 белая ладья · e6 чёрная пешка · b5 белый конь · c4 чёрный слон · e4 чёрный король · f4 белый слон · d3 белая ладья · e2 чёрный конь · f2 чёрная пешка · a1 белый ферзь · e1 чёрный конь | e7 белый король · f7 белая ладья · e6 чёрная пешка · b5 белый конь · c4 чёрный слон · e4 чёрный король · f4 белый слон · d3 белая ладья · e2 чёрный конь · f2 чёрная пешка · a1 белый ферзь · e1 чёрный конь | e7 белый король · f7 белая ладья · e6 чёрная пешка · b5 белый конь · c4 чёрный слон · e4 чёрный король · f4 белый слон · d3 белая ладья · e2 чёрный конь · f2 чёрная пешка · a1 белый ферзь · e1 чёрный конь | e7 белый король · f7 белая ладья · e6 чёрная пешка · b5 белый конь · c4 чёрный слон · e4 чёрный король · f4 белый слон · d3 белая ладья · e2 чёрный конь · f2 чёрная пешка · a1 белый ферзь · e1 чёрный конь | e7 белый король · f7 белая ладья · e6 чёрная пешка · b5 белый конь · c4 чёрный слон · e4 чёрный король · f4 белый слон · d3 белая ладья · e2 чёрный конь · f2 чёрная пешка · a1 белый ферзь · e1 чёрный конь | e7 белый король · f7 белая ладья · e6 чёрная пешка · b5 белый конь · c4 чёрный слон · e4 чёрный король · f4 белый слон · d3 белая ладья · e2 чёрный конь · f2 чёрная пешка · a1 белый ферзь · e1 чёрный конь | e7 белый король · f7 белая ладья · e6 чёрная пешка · b5 белый конь · c4 чёрный слон · e4 чёрный король · f4 белый слон · d3 белая ладья · e2 чёрный конь · f2 чёрная пешка · a1 белый ферзь · e1 чёрный конь | 2 |
| 1 | e7 белый король · f7 белая ладья · e6 чёрная пешка · b5 белый конь · c4 чёрный слон · e4 чёрный король · f4 белый слон · d3 белая ладья · e2 чёрный конь · f2 чёрная пешка · a1 белый ферзь · e1 чёрный конь | e7 белый король · f7 белая ладья · e6 чёрная пешка · b5 белый конь · c4 чёрный слон · e4 чёрный король · f4 белый слон · d3 белая ладья · e2 чёрный конь · f2 чёрная пешка · a1 белый ферзь · e1 чёрный конь | e7 белый король · f7 белая ладья · e6 чёрная пешка · b5 белый конь · c4 чёрный слон · e4 чёрный король · f4 белый слон · d3 белая ладья · e2 чёрный конь · f2 чёрная пешка · a1 белый ферзь · e1 чёрный конь | e7 белый король · f7 белая ладья · e6 чёрная пешка · b5 белый конь · c4 чёрный слон · e4 чёрный король · f4 белый слон · d3 белая ладья · e2 чёрный конь · f2 чёрная пешка · a1 белый ферзь · e1 чёрный конь | e7 белый король · f7 белая ладья · e6 чёрная пешка · b5 белый конь · c4 чёрный слон · e4 чёрный король · f4 белый слон · d3 белая ладья · e2 чёрный конь · f2 чёрная пешка · a1 белый ферзь · e1 чёрный конь | e7 белый король · f7 белая ладья · e6 чёрная пешка · b5 белый конь · c4 чёрный слон · e4 чёрный король · f4 белый слон · d3 белая ладья · e2 чёрный конь · f2 чёрная пешка · a1 белый ферзь · e1 чёрный конь | e7 белый король · f7 белая ладья · e6 чёрная пешка · b5 белый конь · c4 чёрный слон · e4 чёрный король · f4 белый слон · d3 белая ладья · e2 чёрный конь · f2 чёрная пешка · a1 белый ферзь · e1 чёрный конь | e7 белый король · f7 белая ладья · e6 чёрная пешка · b5 белый конь · c4 чёрный слон · e4 чёрный король · f4 белый слон · d3 белая ладья · e2 чёрный конь · f2 чёрная пешка · a1 белый ферзь · e1 чёрный конь | 1 |
|   | a | b | c | d | e | f | g | h |   |

|   | a | b | c | d | e | f | g | h |   |
| - | --- | --- | --- | --- | --- | --- | --- | --- | - |
| 8 | d6 белый слон · g6 чёрная пешка · g5 белый король · b4 белая пешка · c4 белая пешка · d4 чёрный король · e4 чёрная пешка · c3 белая ладья · d3 чёрный конь · e3 белый конь · h3 белый ферзь · a1 чёрный конь · b1 белый конь | d6 белый слон · g6 чёрная пешка · g5 белый король · b4 белая пешка · c4 белая пешка · d4 чёрный король · e4 чёрная пешка · c3 белая ладья · d3 чёрный конь · e3 белый конь · h3 белый ферзь · a1 чёрный конь · b1 белый конь | d6 белый слон · g6 чёрная пешка · g5 белый король · b4 белая пешка · c4 белая пешка · d4 чёрный король · e4 чёрная пешка · c3 белая ладья · d3 чёрный конь · e3 белый конь · h3 белый ферзь · a1 чёрный конь · b1 белый конь | d6 белый слон · g6 чёрная пешка · g5 белый король · b4 белая пешка · c4 белая пешка · d4 чёрный король · e4 чёрная пешка · c3 белая ладья · d3 чёрный конь · e3 белый конь · h3 белый ферзь · a1 чёрный конь · b1 белый конь | d6 белый слон · g6 чёрная пешка · g5 белый король · b4 белая пешка · c4 белая пешка · d4 чёрный король · e4 чёрная пешка · c3 белая ладья · d3 чёрный конь · e3 белый конь · h3 белый ферзь · a1 чёрный конь · b1 белый конь | d6 белый слон · g6 чёрная пешка · g5 белый король · b4 белая пешка · c4 белая пешка · d4 чёрный король · e4 чёрная пешка · c3 белая ладья · d3 чёрный конь · e3 белый конь · h3 белый ферзь · a1 чёрный конь · b1 белый конь | d6 белый слон · g6 чёрная пешка · g5 белый король · b4 белая пешка · c4 белая пешка · d4 чёрный король · e4 чёрная пешка · c3 белая ладья · d3 чёрный конь · e3 белый конь · h3 белый ферзь · a1 чёрный конь · b1 белый конь | d6 белый слон · g6 чёрная пешка · g5 белый король · b4 белая пешка · c4 белая пешка · d4 чёрный король · e4 чёрная пешка · c3 белая ладья · d3 чёрный конь · e3 белый конь · h3 белый ферзь · a1 чёрный конь · b1 белый конь | 8 |
| 7 | d6 белый слон · g6 чёрная пешка · g5 белый король · b4 белая пешка · c4 белая пешка · d4 чёрный король · e4 чёрная пешка · c3 белая ладья · d3 чёрный конь · e3 белый конь · h3 белый ферзь · a1 чёрный конь · b1 белый конь | d6 белый слон · g6 чёрная пешка · g5 белый король · b4 белая пешка · c4 белая пешка · d4 чёрный король · e4 чёрная пешка · c3 белая ладья · d3 чёрный конь · e3 белый конь · h3 белый ферзь · a1 чёрный конь · b1 белый конь | d6 белый слон · g6 чёрная пешка · g5 белый король · b4 белая пешка · c4 белая пешка · d4 чёрный король · e4 чёрная пешка · c3 белая ладья · d3 чёрный конь · e3 белый конь · h3 белый ферзь · a1 чёрный конь · b1 белый конь | d6 белый слон · g6 чёрная пешка · g5 белый король · b4 белая пешка · c4 белая пешка · d4 чёрный король · e4 чёрная пешка · c3 белая ладья · d3 чёрный конь · e3 белый конь · h3 белый ферзь · a1 чёрный конь · b1 белый конь | d6 белый слон · g6 чёрная пешка · g5 белый король · b4 белая пешка · c4 белая пешка · d4 чёрный король · e4 чёрная пешка · c3 белая ладья · d3 чёрный конь · e3 белый конь · h3 белый ферзь · a1 чёрный конь · b1 белый конь | d6 белый слон · g6 чёрная пешка · g5 белый король · b4 белая пешка · c4 белая пешка · d4 чёрный король · e4 чёрная пешка · c3 белая ладья · d3 чёрный конь · e3 белый конь · h3 белый ферзь · a1 чёрный конь · b1 белый конь | d6 белый слон · g6 чёрная пешка · g5 белый король · b4 белая пешка · c4 белая пешка · d4 чёрный король · e4 чёрная пешка · c3 белая ладья · d3 чёрный конь · e3 белый конь · h3 белый ферзь · a1 чёрный конь · b1 белый конь | d6 белый слон · g6 чёрная пешка · g5 белый король · b4 белая пешка · c4 белая пешка · d4 чёрный король · e4 чёрная пешка · c3 белая ладья · d3 чёрный конь · e3 белый конь · h3 белый ферзь · a1 чёрный конь · b1 белый конь | 7 |
| 6 | d6 белый слон · g6 чёрная пешка · g5 белый король · b4 белая пешка · c4 белая пешка · d4 чёрный король · e4 чёрная пешка · c3 белая ладья · d3 чёрный конь · e3 белый конь · h3 белый ферзь · a1 чёрный конь · b1 белый конь | d6 белый слон · g6 чёрная пешка · g5 белый король · b4 белая пешка · c4 белая пешка · d4 чёрный король · e4 чёрная пешка · c3 белая ладья · d3 чёрный конь · e3 белый конь · h3 белый ферзь · a1 чёрный конь · b1 белый конь | d6 белый слон · g6 чёрная пешка · g5 белый король · b4 белая пешка · c4 белая пешка · d4 чёрный король · e4 чёрная пешка · c3 белая ладья · d3 чёрный конь · e3 белый конь · h3 белый ферзь · a1 чёрный конь · b1 белый конь | d6 белый слон · g6 чёрная пешка · g5 белый король · b4 белая пешка · c4 белая пешка · d4 чёрный король · e4 чёрная пешка · c3 белая ладья · d3 чёрный конь · e3 белый конь · h3 белый ферзь · a1 чёрный конь · b1 белый конь | d6 белый слон · g6 чёрная пешка · g5 белый король · b4 белая пешка · c4 белая пешка · d4 чёрный король · e4 чёрная пешка · c3 белая ладья · d3 чёрный конь · e3 белый конь · h3 белый ферзь · a1 чёрный конь · b1 белый конь | d6 белый слон · g6 чёрная пешка · g5 белый король · b4 белая пешка · c4 белая пешка · d4 чёрный король · e4 чёрная пешка · c3 белая ладья · d3 чёрный конь · e3 белый конь · h3 белый ферзь · a1 чёрный конь · b1 белый конь | d6 белый слон · g6 чёрная пешка · g5 белый король · b4 белая пешка · c4 белая пешка · d4 чёрный король · e4 чёрная пешка · c3 белая ладья · d3 чёрный конь · e3 белый конь · h3 белый ферзь · a1 чёрный конь · b1 белый конь | d6 белый слон · g6 чёрная пешка · g5 белый король · b4 белая пешка · c4 белая пешка · d4 чёрный король · e4 чёрная пешка · c3 белая ладья · d3 чёрный конь · e3 белый конь · h3 белый ферзь · a1 чёрный конь · b1 белый конь | 6 |
| 5 | d6 белый слон · g6 чёрная пешка · g5 белый король · b4 белая пешка · c4 белая пешка · d4 чёрный король · e4 чёрная пешка · c3 белая ладья · d3 чёрный конь · e3 белый конь · h3 белый ферзь · a1 чёрный конь · b1 белый конь | d6 белый слон · g6 чёрная пешка · g5 белый король · b4 белая пешка · c4 белая пешка · d4 чёрный король · e4 чёрная пешка · c3 белая ладья · d3 чёрный конь · e3 белый конь · h3 белый ферзь · a1 чёрный конь · b1 белый конь | d6 белый слон · g6 чёрная пешка · g5 белый король · b4 белая пешка · c4 белая пешка · d4 чёрный король · e4 чёрная пешка · c3 белая ладья · d3 чёрный конь · e3 белый конь · h3 белый ферзь · a1 чёрный конь · b1 белый конь | d6 белый слон · g6 чёрная пешка · g5 белый король · b4 белая пешка · c4 белая пешка · d4 чёрный король · e4 чёрная пешка · c3 белая ладья · d3 чёрный конь · e3 белый конь · h3 белый ферзь · a1 чёрный конь · b1 белый конь | d6 белый слон · g6 чёрная пешка · g5 белый король · b4 белая пешка · c4 белая пешка · d4 чёрный король · e4 чёрная пешка · c3 белая ладья · d3 чёрный конь · e3 белый конь · h3 белый ферзь · a1 чёрный конь · b1 белый конь | d6 белый слон · g6 чёрная пешка · g5 белый король · b4 белая пешка · c4 белая пешка · d4 чёрный король · e4 чёрная пешка · c3 белая ладья · d3 чёрный конь · e3 белый конь · h3 белый ферзь · a1 чёрный конь · b1 белый конь | d6 белый слон · g6 чёрная пешка · g5 белый король · b4 белая пешка · c4 белая пешка · d4 чёрный король · e4 чёрная пешка · c3 белая ладья · d3 чёрный конь · e3 белый конь · h3 белый ферзь · a1 чёрный конь · b1 белый конь | d6 белый слон · g6 чёрная пешка · g5 белый король · b4 белая пешка · c4 белая пешка · d4 чёрный король · e4 чёрная пешка · c3 белая ладья · d3 чёрный конь · e3 белый конь · h3 белый ферзь · a1 чёрный конь · b1 белый конь | 5 |
| 4 | d6 белый слон · g6 чёрная пешка · g5 белый король · b4 белая пешка · c4 белая пешка · d4 чёрный король · e4 чёрная пешка · c3 белая ладья · d3 чёрный конь · e3 белый конь · h3 белый ферзь · a1 чёрный конь · b1 белый конь | d6 белый слон · g6 чёрная пешка · g5 белый король · b4 белая пешка · c4 белая пешка · d4 чёрный король · e4 чёрная пешка · c3 белая ладья · d3 чёрный конь · e3 белый конь · h3 белый ферзь · a1 чёрный конь · b1 белый конь | d6 белый слон · g6 чёрная пешка · g5 белый король · b4 белая пешка · c4 белая пешка · d4 чёрный король · e4 чёрная пешка · c3 белая ладья · d3 чёрный конь · e3 белый конь · h3 белый ферзь · a1 чёрный конь · b1 белый конь | d6 белый слон · g6 чёрная пешка · g5 белый король · b4 белая пешка · c4 белая пешка · d4 чёрный король · e4 чёрная пешка · c3 белая ладья · d3 чёрный конь · e3 белый конь · h3 белый ферзь · a1 чёрный конь · b1 белый конь | d6 белый слон · g6 чёрная пешка · g5 белый король · b4 белая пешка · c4 белая пешка · d4 чёрный король · e4 чёрная пешка · c3 белая ладья · d3 чёрный конь · e3 белый конь · h3 белый ферзь · a1 чёрный конь · b1 белый конь | d6 белый слон · g6 чёрная пешка · g5 белый король · b4 белая пешка · c4 белая пешка · d4 чёрный король · e4 чёрная пешка · c3 белая ладья · d3 чёрный конь · e3 белый конь · h3 белый ферзь · a1 чёрный конь · b1 белый конь | d6 белый слон · g6 чёрная пешка · g5 белый король · b4 белая пешка · c4 белая пешка · d4 чёрный король · e4 чёрная пешка · c3 белая ладья · d3 чёрный конь · e3 белый конь · h3 белый ферзь · a1 чёрный конь · b1 белый конь | d6 белый слон · g6 чёрная пешка · g5 белый король · b4 белая пешка · c4 белая пешка · d4 чёрный король · e4 чёрная пешка · c3 белая ладья · d3 чёрный конь · e3 белый конь · h3 белый ферзь · a1 чёрный конь · b1 белый конь | 4 |
| 3 | d6 белый слон · g6 чёрная пешка · g5 белый король · b4 белая пешка · c4 белая пешка · d4 чёрный король · e4 чёрная пешка · c3 белая ладья · d3 чёрный конь · e3 белый конь · h3 белый ферзь · a1 чёрный конь · b1 белый конь | d6 белый слон · g6 чёрная пешка · g5 белый король · b4 белая пешка · c4 белая пешка · d4 чёрный король · e4 чёрная пешка · c3 белая ладья · d3 чёрный конь · e3 белый конь · h3 белый ферзь · a1 чёрный конь · b1 белый конь | d6 белый слон · g6 чёрная пешка · g5 белый король · b4 белая пешка · c4 белая пешка · d4 чёрный король · e4 чёрная пешка · c3 белая ладья · d3 чёрный конь · e3 белый конь · h3 белый ферзь · a1 чёрный конь · b1 белый конь | d6 белый слон · g6 чёрная пешка · g5 белый король · b4 белая пешка · c4 белая пешка · d4 чёрный король · e4 чёрная пешка · c3 белая ладья · d3 чёрный конь · e3 белый конь · h3 белый ферзь · a1 чёрный конь · b1 белый конь | d6 белый слон · g6 чёрная пешка · g5 белый король · b4 белая пешка · c4 белая пешка · d4 чёрный король · e4 чёрная пешка · c3 белая ладья · d3 чёрный конь · e3 белый конь · h3 белый ферзь · a1 чёрный конь · b1 белый конь | d6 белый слон · g6 чёрная пешка · g5 белый король · b4 белая пешка · c4 белая пешка · d4 чёрный король · e4 чёрная пешка · c3 белая ладья · d3 чёрный конь · e3 белый конь · h3 белый ферзь · a1 чёрный конь · b1 белый конь | d6 белый слон · g6 чёрная пешка · g5 белый король · b4 белая пешка · c4 белая пешка · d4 чёрный король · e4 чёрная пешка · c3 белая ладья · d3 чёрный конь · e3 белый конь · h3 белый ферзь · a1 чёрный конь · b1 белый конь | d6 белый слон · g6 чёрная пешка · g5 белый король · b4 белая пешка · c4 белая пешка · d4 чёрный король · e4 чёрная пешка · c3 белая ладья · d3 чёрный конь · e3 белый конь · h3 белый ферзь · a1 чёрный конь · b1 белый конь | 3 |
| 2 | d6 белый слон · g6 чёрная пешка · g5 белый король · b4 белая пешка · c4 белая пешка · d4 чёрный король · e4 чёрная пешка · c3 белая ладья · d3 чёрный конь · e3 белый конь · h3 белый ферзь · a1 чёрный конь · b1 белый конь | d6 белый слон · g6 чёрная пешка · g5 белый король · b4 белая пешка · c4 белая пешка · d4 чёрный король · e4 чёрная пешка · c3 белая ладья · d3 чёрный конь · e3 белый конь · h3 белый ферзь · a1 чёрный конь · b1 белый конь | d6 белый слон · g6 чёрная пешка · g5 белый король · b4 белая пешка · c4 белая пешка · d4 чёрный король · e4 чёрная пешка · c3 белая ладья · d3 чёрный конь · e3 белый конь · h3 белый ферзь · a1 чёрный конь · b1 белый конь | d6 белый слон · g6 чёрная пешка · g5 белый король · b4 белая пешка · c4 белая пешка · d4 чёрный король · e4 чёрная пешка · c3 белая ладья · d3 чёрный конь · e3 белый конь · h3 белый ферзь · a1 чёрный конь · b1 белый конь | d6 белый слон · g6 чёрная пешка · g5 белый король · b4 белая пешка · c4 белая пешка · d4 чёрный король · e4 чёрная пешка · c3 белая ладья · d3 чёрный конь · e3 белый конь · h3 белый ферзь · a1 чёрный конь · b1 белый конь | d6 белый слон · g6 чёрная пешка · g5 белый король · b4 белая пешка · c4 белая пешка · d4 чёрный король · e4 чёрная пешка · c3 белая ладья · d3 чёрный конь · e3 белый конь · h3 белый ферзь · a1 чёрный конь · b1 белый конь | d6 белый слон · g6 чёрная пешка · g5 белый король · b4 белая пешка · c4 белая пешка · d4 чёрный король · e4 чёрная пешка · c3 белая ладья · d3 чёрный конь · e3 белый конь · h3 белый ферзь · a1 чёрный конь · b1 белый конь | d6 белый слон · g6 чёрная пешка · g5 белый король · b4 белая пешка · c4 белая пешка · d4 чёрный король · e4 чёрная пешка · c3 белая ладья · d3 чёрный конь · e3 белый конь · h3 белый ферзь · a1 чёрный конь · b1 белый конь | 2 |
| 1 | d6 белый слон · g6 чёрная пешка · g5 белый король · b4 белая пешка · c4 белая пешка · d4 чёрный король · e4 чёрная пешка · c3 белая ладья · d3 чёрный конь · e3 белый конь · h3 белый ферзь · a1 чёрный конь · b1 белый конь | d6 белый слон · g6 чёрная пешка · g5 белый король · b4 белая пешка · c4 белая пешка · d4 чёрный король · e4 чёрная пешка · c3 белая ладья · d3 чёрный конь · e3 белый конь · h3 белый ферзь · a1 чёрный конь · b1 белый конь | d6 белый слон · g6 чёрная пешка · g5 белый король · b4 белая пешка · c4 белая пешка · d4 чёрный король · e4 чёрная пешка · c3 белая ладья · d3 чёрный конь · e3 белый конь · h3 белый ферзь · a1 чёрный конь · b1 белый конь | d6 белый слон · g6 чёрная пешка · g5 белый король · b4 белая пешка · c4 белая пешка · d4 чёрный король · e4 чёрная пешка · c3 белая ладья · d3 чёрный конь · e3 белый конь · h3 белый ферзь · a1 чёрный конь · b1 белый конь | d6 белый слон · g6 чёрная пешка · g5 белый король · b4 белая пешка · c4 белая пешка · d4 чёрный король · e4 чёрная пешка · c3 белая ладья · d3 чёрный конь · e3 белый конь · h3 белый ферзь · a1 чёрный конь · b1 белый конь | d6 белый слон · g6 чёрная пешка · g5 белый король · b4 белая пешка · c4 белая пешка · d4 чёрный король · e4 чёрная пешка · c3 белая ладья · d3 чёрный конь · e3 белый конь · h3 белый ферзь · a1 чёрный конь · b1 белый конь | d6 белый слон · g6 чёрная пешка · g5 белый король · b4 белая пешка · c4 белая пешка · d4 чёрный король · e4 чёрная пешка · c3 белая ладья · d3 чёрный конь · e3 белый конь · h3 белый ферзь · a1 чёрный конь · b1 белый конь | d6 белый слон · g6 чёрная пешка · g5 белый король · b4 белая пешка · c4 белая пешка · d4 чёрный король · e4 чёрная пешка · c3 белая ладья · d3 чёрный конь · e3 белый конь · h3 белый ферзь · a1 чёрный конь · b1 белый конь | 1 |
|   | a | b | c | d | e | f | g | h |   |

|   | a | b | c | d | e | f | g | h |   |
| - | --- | --- | --- | --- | --- | --- | --- | --- | - |
| 8 | f8 белый король · f7 белая пешка · d6 белый конь · e6 чёрный слон · f6 белый конь · g6 чёрная пешка · a5 белая пешка · b5 белая пешка · c5 чёрный король · e5 чёрная ладья · d4 белая ладья · c3 белая пешка · e3 чёрная пешка · h3 белая ладья · e2 белая пешка | f8 белый король · f7 белая пешка · d6 белый конь · e6 чёрный слон · f6 белый конь · g6 чёрная пешка · a5 белая пешка · b5 белая пешка · c5 чёрный король · e5 чёрная ладья · d4 белая ладья · c3 белая пешка · e3 чёрная пешка · h3 белая ладья · e2 белая пешка | f8 белый король · f7 белая пешка · d6 белый конь · e6 чёрный слон · f6 белый конь · g6 чёрная пешка · a5 белая пешка · b5 белая пешка · c5 чёрный король · e5 чёрная ладья · d4 белая ладья · c3 белая пешка · e3 чёрная пешка · h3 белая ладья · e2 белая пешка | f8 белый король · f7 белая пешка · d6 белый конь · e6 чёрный слон · f6 белый конь · g6 чёрная пешка · a5 белая пешка · b5 белая пешка · c5 чёрный король · e5 чёрная ладья · d4 белая ладья · c3 белая пешка · e3 чёрная пешка · h3 белая ладья · e2 белая пешка | f8 белый король · f7 белая пешка · d6 белый конь · e6 чёрный слон · f6 белый конь · g6 чёрная пешка · a5 белая пешка · b5 белая пешка · c5 чёрный король · e5 чёрная ладья · d4 белая ладья · c3 белая пешка · e3 чёрная пешка · h3 белая ладья · e2 белая пешка | f8 белый король · f7 белая пешка · d6 белый конь · e6 чёрный слон · f6 белый конь · g6 чёрная пешка · a5 белая пешка · b5 белая пешка · c5 чёрный король · e5 чёрная ладья · d4 белая ладья · c3 белая пешка · e3 чёрная пешка · h3 белая ладья · e2 белая пешка | f8 белый король · f7 белая пешка · d6 белый конь · e6 чёрный слон · f6 белый конь · g6 чёрная пешка · a5 белая пешка · b5 белая пешка · c5 чёрный король · e5 чёрная ладья · d4 белая ладья · c3 белая пешка · e3 чёрная пешка · h3 белая ладья · e2 белая пешка | f8 белый король · f7 белая пешка · d6 белый конь · e6 чёрный слон · f6 белый конь · g6 чёрная пешка · a5 белая пешка · b5 белая пешка · c5 чёрный король · e5 чёрная ладья · d4 белая ладья · c3 белая пешка · e3 чёрная пешка · h3 белая ладья · e2 белая пешка | 8 |
| 7 | f8 белый король · f7 белая пешка · d6 белый конь · e6 чёрный слон · f6 белый конь · g6 чёрная пешка · a5 белая пешка · b5 белая пешка · c5 чёрный король · e5 чёрная ладья · d4 белая ладья · c3 белая пешка · e3 чёрная пешка · h3 белая ладья · e2 белая пешка | f8 белый король · f7 белая пешка · d6 белый конь · e6 чёрный слон · f6 белый конь · g6 чёрная пешка · a5 белая пешка · b5 белая пешка · c5 чёрный король · e5 чёрная ладья · d4 белая ладья · c3 белая пешка · e3 чёрная пешка · h3 белая ладья · e2 белая пешка | f8 белый король · f7 белая пешка · d6 белый конь · e6 чёрный слон · f6 белый конь · g6 чёрная пешка · a5 белая пешка · b5 белая пешка · c5 чёрный король · e5 чёрная ладья · d4 белая ладья · c3 белая пешка · e3 чёрная пешка · h3 белая ладья · e2 белая пешка | f8 белый король · f7 белая пешка · d6 белый конь · e6 чёрный слон · f6 белый конь · g6 чёрная пешка · a5 белая пешка · b5 белая пешка · c5 чёрный король · e5 чёрная ладья · d4 белая ладья · c3 белая пешка · e3 чёрная пешка · h3 белая ладья · e2 белая пешка | f8 белый король · f7 белая пешка · d6 белый конь · e6 чёрный слон · f6 белый конь · g6 чёрная пешка · a5 белая пешка · b5 белая пешка · c5 чёрный король · e5 чёрная ладья · d4 белая ладья · c3 белая пешка · e3 чёрная пешка · h3 белая ладья · e2 белая пешка | f8 белый король · f7 белая пешка · d6 белый конь · e6 чёрный слон · f6 белый конь · g6 чёрная пешка · a5 белая пешка · b5 белая пешка · c5 чёрный король · e5 чёрная ладья · d4 белая ладья · c3 белая пешка · e3 чёрная пешка · h3 белая ладья · e2 белая пешка | f8 белый король · f7 белая пешка · d6 белый конь · e6 чёрный слон · f6 белый конь · g6 чёрная пешка · a5 белая пешка · b5 белая пешка · c5 чёрный король · e5 чёрная ладья · d4 белая ладья · c3 белая пешка · e3 чёрная пешка · h3 белая ладья · e2 белая пешка | f8 белый король · f7 белая пешка · d6 белый конь · e6 чёрный слон · f6 белый конь · g6 чёрная пешка · a5 белая пешка · b5 белая пешка · c5 чёрный король · e5 чёрная ладья · d4 белая ладья · c3 белая пешка · e3 чёрная пешка · h3 белая ладья · e2 белая пешка | 7 |
| 6 | f8 белый король · f7 белая пешка · d6 белый конь · e6 чёрный слон · f6 белый конь · g6 чёрная пешка · a5 белая пешка · b5 белая пешка · c5 чёрный король · e5 чёрная ладья · d4 белая ладья · c3 белая пешка · e3 чёрная пешка · h3 белая ладья · e2 белая пешка | f8 белый король · f7 белая пешка · d6 белый конь · e6 чёрный слон · f6 белый конь · g6 чёрная пешка · a5 белая пешка · b5 белая пешка · c5 чёрный король · e5 чёрная ладья · d4 белая ладья · c3 белая пешка · e3 чёрная пешка · h3 белая ладья · e2 белая пешка | f8 белый король · f7 белая пешка · d6 белый конь · e6 чёрный слон · f6 белый конь · g6 чёрная пешка · a5 белая пешка · b5 белая пешка · c5 чёрный король · e5 чёрная ладья · d4 белая ладья · c3 белая пешка · e3 чёрная пешка · h3 белая ладья · e2 белая пешка | f8 белый король · f7 белая пешка · d6 белый конь · e6 чёрный слон · f6 белый конь · g6 чёрная пешка · a5 белая пешка · b5 белая пешка · c5 чёрный король · e5 чёрная ладья · d4 белая ладья · c3 белая пешка · e3 чёрная пешка · h3 белая ладья · e2 белая пешка | f8 белый король · f7 белая пешка · d6 белый конь · e6 чёрный слон · f6 белый конь · g6 чёрная пешка · a5 белая пешка · b5 белая пешка · c5 чёрный король · e5 чёрная ладья · d4 белая ладья · c3 белая пешка · e3 чёрная пешка · h3 белая ладья · e2 белая пешка | f8 белый король · f7 белая пешка · d6 белый конь · e6 чёрный слон · f6 белый конь · g6 чёрная пешка · a5 белая пешка · b5 белая пешка · c5 чёрный король · e5 чёрная ладья · d4 белая ладья · c3 белая пешка · e3 чёрная пешка · h3 белая ладья · e2 белая пешка | f8 белый король · f7 белая пешка · d6 белый конь · e6 чёрный слон · f6 белый конь · g6 чёрная пешка · a5 белая пешка · b5 белая пешка · c5 чёрный король · e5 чёрная ладья · d4 белая ладья · c3 белая пешка · e3 чёрная пешка · h3 белая ладья · e2 белая пешка | f8 белый король · f7 белая пешка · d6 белый конь · e6 чёрный слон · f6 белый конь · g6 чёрная пешка · a5 белая пешка · b5 белая пешка · c5 чёрный король · e5 чёрная ладья · d4 белая ладья · c3 белая пешка · e3 чёрная пешка · h3 белая ладья · e2 белая пешка | 6 |
| 5 | f8 белый король · f7 белая пешка · d6 белый конь · e6 чёрный слон · f6 белый конь · g6 чёрная пешка · a5 белая пешка · b5 белая пешка · c5 чёрный король · e5 чёрная ладья · d4 белая ладья · c3 белая пешка · e3 чёрная пешка · h3 белая ладья · e2 белая пешка | f8 белый король · f7 белая пешка · d6 белый конь · e6 чёрный слон · f6 белый конь · g6 чёрная пешка · a5 белая пешка · b5 белая пешка · c5 чёрный король · e5 чёрная ладья · d4 белая ладья · c3 белая пешка · e3 чёрная пешка · h3 белая ладья · e2 белая пешка | f8 белый король · f7 белая пешка · d6 белый конь · e6 чёрный слон · f6 белый конь · g6 чёрная пешка · a5 белая пешка · b5 белая пешка · c5 чёрный король · e5 чёрная ладья · d4 белая ладья · c3 белая пешка · e3 чёрная пешка · h3 белая ладья · e2 белая пешка | f8 белый король · f7 белая пешка · d6 белый конь · e6 чёрный слон · f6 белый конь · g6 чёрная пешка · a5 белая пешка · b5 белая пешка · c5 чёрный король · e5 чёрная ладья · d4 белая ладья · c3 белая пешка · e3 чёрная пешка · h3 белая ладья · e2 белая пешка | f8 белый король · f7 белая пешка · d6 белый конь · e6 чёрный слон · f6 белый конь · g6 чёрная пешка · a5 белая пешка · b5 белая пешка · c5 чёрный король · e5 чёрная ладья · d4 белая ладья · c3 белая пешка · e3 чёрная пешка · h3 белая ладья · e2 белая пешка | f8 белый король · f7 белая пешка · d6 белый конь · e6 чёрный слон · f6 белый конь · g6 чёрная пешка · a5 белая пешка · b5 белая пешка · c5 чёрный король · e5 чёрная ладья · d4 белая ладья · c3 белая пешка · e3 чёрная пешка · h3 белая ладья · e2 белая пешка | f8 белый король · f7 белая пешка · d6 белый конь · e6 чёрный слон · f6 белый конь · g6 чёрная пешка · a5 белая пешка · b5 белая пешка · c5 чёрный король · e5 чёрная ладья · d4 белая ладья · c3 белая пешка · e3 чёрная пешка · h3 белая ладья · e2 белая пешка | f8 белый король · f7 белая пешка · d6 белый конь · e6 чёрный слон · f6 белый конь · g6 чёрная пешка · a5 белая пешка · b5 белая пешка · c5 чёрный король · e5 чёрная ладья · d4 белая ладья · c3 белая пешка · e3 чёрная пешка · h3 белая ладья · e2 белая пешка | 5 |
| 4 | f8 белый король · f7 белая пешка · d6 белый конь · e6 чёрный слон · f6 белый конь · g6 чёрная пешка · a5 белая пешка · b5 белая пешка · c5 чёрный король · e5 чёрная ладья · d4 белая ладья · c3 белая пешка · e3 чёрная пешка · h3 белая ладья · e2 белая пешка | f8 белый король · f7 белая пешка · d6 белый конь · e6 чёрный слон · f6 белый конь · g6 чёрная пешка · a5 белая пешка · b5 белая пешка · c5 чёрный король · e5 чёрная ладья · d4 белая ладья · c3 белая пешка · e3 чёрная пешка · h3 белая ладья · e2 белая пешка | f8 белый король · f7 белая пешка · d6 белый конь · e6 чёрный слон · f6 белый конь · g6 чёрная пешка · a5 белая пешка · b5 белая пешка · c5 чёрный король · e5 чёрная ладья · d4 белая ладья · c3 белая пешка · e3 чёрная пешка · h3 белая ладья · e2 белая пешка | f8 белый король · f7 белая пешка · d6 белый конь · e6 чёрный слон · f6 белый конь · g6 чёрная пешка · a5 белая пешка · b5 белая пешка · c5 чёрный король · e5 чёрная ладья · d4 белая ладья · c3 белая пешка · e3 чёрная пешка · h3 белая ладья · e2 белая пешка | f8 белый король · f7 белая пешка · d6 белый конь · e6 чёрный слон · f6 белый конь · g6 чёрная пешка · a5 белая пешка · b5 белая пешка · c5 чёрный король · e5 чёрная ладья · d4 белая ладья · c3 белая пешка · e3 чёрная пешка · h3 белая ладья · e2 белая пешка | f8 белый король · f7 белая пешка · d6 белый конь · e6 чёрный слон · f6 белый конь · g6 чёрная пешка · a5 белая пешка · b5 белая пешка · c5 чёрный король · e5 чёрная ладья · d4 белая ладья · c3 белая пешка · e3 чёрная пешка · h3 белая ладья · e2 белая пешка | f8 белый король · f7 белая пешка · d6 белый конь · e6 чёрный слон · f6 белый конь · g6 чёрная пешка · a5 белая пешка · b5 белая пешка · c5 чёрный король · e5 чёрная ладья · d4 белая ладья · c3 белая пешка · e3 чёрная пешка · h3 белая ладья · e2 белая пешка | f8 белый король · f7 белая пешка · d6 белый конь · e6 чёрный слон · f6 белый конь · g6 чёрная пешка · a5 белая пешка · b5 белая пешка · c5 чёрный король · e5 чёрная ладья · d4 белая ладья · c3 белая пешка · e3 чёрная пешка · h3 белая ладья · e2 белая пешка | 4 |
| 3 | f8 белый король · f7 белая пешка · d6 белый конь · e6 чёрный слон · f6 белый конь · g6 чёрная пешка · a5 белая пешка · b5 белая пешка · c5 чёрный король · e5 чёрная ладья · d4 белая ладья · c3 белая пешка · e3 чёрная пешка · h3 белая ладья · e2 белая пешка | f8 белый король · f7 белая пешка · d6 белый конь · e6 чёрный слон · f6 белый конь · g6 чёрная пешка · a5 белая пешка · b5 белая пешка · c5 чёрный король · e5 чёрная ладья · d4 белая ладья · c3 белая пешка · e3 чёрная пешка · h3 белая ладья · e2 белая пешка | f8 белый король · f7 белая пешка · d6 белый конь · e6 чёрный слон · f6 белый конь · g6 чёрная пешка · a5 белая пешка · b5 белая пешка · c5 чёрный король · e5 чёрная ладья · d4 белая ладья · c3 белая пешка · e3 чёрная пешка · h3 белая ладья · e2 белая пешка | f8 белый король · f7 белая пешка · d6 белый конь · e6 чёрный слон · f6 белый конь · g6 чёрная пешка · a5 белая пешка · b5 белая пешка · c5 чёрный король · e5 чёрная ладья · d4 белая ладья · c3 белая пешка · e3 чёрная пешка · h3 белая ладья · e2 белая пешка | f8 белый король · f7 белая пешка · d6 белый конь · e6 чёрный слон · f6 белый конь · g6 чёрная пешка · a5 белая пешка · b5 белая пешка · c5 чёрный король · e5 чёрная ладья · d4 белая ладья · c3 белая пешка · e3 чёрная пешка · h3 белая ладья · e2 белая пешка | f8 белый король · f7 белая пешка · d6 белый конь · e6 чёрный слон · f6 белый конь · g6 чёрная пешка · a5 белая пешка · b5 белая пешка · c5 чёрный король · e5 чёрная ладья · d4 белая ладья · c3 белая пешка · e3 чёрная пешка · h3 белая ладья · e2 белая пешка | f8 белый король · f7 белая пешка · d6 белый конь · e6 чёрный слон · f6 белый конь · g6 чёрная пешка · a5 белая пешка · b5 белая пешка · c5 чёрный король · e5 чёрная ладья · d4 белая ладья · c3 белая пешка · e3 чёрная пешка · h3 белая ладья · e2 белая пешка | f8 белый король · f7 белая пешка · d6 белый конь · e6 чёрный слон · f6 белый конь · g6 чёрная пешка · a5 белая пешка · b5 белая пешка · c5 чёрный король · e5 чёрная ладья · d4 белая ладья · c3 белая пешка · e3 чёрная пешка · h3 белая ладья · e2 белая пешка | 3 |
| 2 | f8 белый король · f7 белая пешка · d6 белый конь · e6 чёрный слон · f6 белый конь · g6 чёрная пешка · a5 белая пешка · b5 белая пешка · c5 чёрный король · e5 чёрная ладья · d4 белая ладья · c3 белая пешка · e3 чёрная пешка · h3 белая ладья · e2 белая пешка | f8 белый король · f7 белая пешка · d6 белый конь · e6 чёрный слон · f6 белый конь · g6 чёрная пешка · a5 белая пешка · b5 белая пешка · c5 чёрный король · e5 чёрная ладья · d4 белая ладья · c3 белая пешка · e3 чёрная пешка · h3 белая ладья · e2 белая пешка | f8 белый король · f7 белая пешка · d6 белый конь · e6 чёрный слон · f6 белый конь · g6 чёрная пешка · a5 белая пешка · b5 белая пешка · c5 чёрный король · e5 чёрная ладья · d4 белая ладья · c3 белая пешка · e3 чёрная пешка · h3 белая ладья · e2 белая пешка | f8 белый король · f7 белая пешка · d6 белый конь · e6 чёрный слон · f6 белый конь · g6 чёрная пешка · a5 белая пешка · b5 белая пешка · c5 чёрный король · e5 чёрная ладья · d4 белая ладья · c3 белая пешка · e3 чёрная пешка · h3 белая ладья · e2 белая пешка | f8 белый король · f7 белая пешка · d6 белый конь · e6 чёрный слон · f6 белый конь · g6 чёрная пешка · a5 белая пешка · b5 белая пешка · c5 чёрный король · e5 чёрная ладья · d4 белая ладья · c3 белая пешка · e3 чёрная пешка · h3 белая ладья · e2 белая пешка | f8 белый король · f7 белая пешка · d6 белый конь · e6 чёрный слон · f6 белый конь · g6 чёрная пешка · a5 белая пешка · b5 белая пешка · c5 чёрный король · e5 чёрная ладья · d4 белая ладья · c3 белая пешка · e3 чёрная пешка · h3 белая ладья · e2 белая пешка | f8 белый король · f7 белая пешка · d6 белый конь · e6 чёрный слон · f6 белый конь · g6 чёрная пешка · a5 белая пешка · b5 белая пешка · c5 чёрный король · e5 чёрная ладья · d4 белая ладья · c3 белая пешка · e3 чёрная пешка · h3 белая ладья · e2 белая пешка | f8 белый король · f7 белая пешка · d6 белый конь · e6 чёрный слон · f6 белый конь · g6 чёрная пешка · a5 белая пешка · b5 белая пешка · c5 чёрный король · e5 чёрная ладья · d4 белая ладья · c3 белая пешка · e3 чёрная пешка · h3 белая ладья · e2 белая пешка | 2 |
| 1 | f8 белый король · f7 белая пешка · d6 белый конь · e6 чёрный слон · f6 белый конь · g6 чёрная пешка · a5 белая пешка · b5 белая пешка · c5 чёрный король · e5 чёрная ладья · d4 белая ладья · c3 белая пешка · e3 чёрная пешка · h3 белая ладья · e2 белая пешка | f8 белый король · f7 белая пешка · d6 белый конь · e6 чёрный слон · f6 белый конь · g6 чёрная пешка · a5 белая пешка · b5 белая пешка · c5 чёрный король · e5 чёрная ладья · d4 белая ладья · c3 белая пешка · e3 чёрная пешка · h3 белая ладья · e2 белая пешка | f8 белый король · f7 белая пешка · d6 белый конь · e6 чёрный слон · f6 белый конь · g6 чёрная пешка · a5 белая пешка · b5 белая пешка · c5 чёрный король · e5 чёрная ладья · d4 белая ладья · c3 белая пешка · e3 чёрная пешка · h3 белая ладья · e2 белая пешка | f8 белый король · f7 белая пешка · d6 белый конь · e6 чёрный слон · f6 белый конь · g6 чёрная пешка · a5 белая пешка · b5 белая пешка · c5 чёрный король · e5 чёрная ладья · d4 белая ладья · c3 белая пешка · e3 чёрная пешка · h3 белая ладья · e2 белая пешка | f8 белый король · f7 белая пешка · d6 белый конь · e6 чёрный слон · f6 белый конь · g6 чёрная пешка · a5 белая пешка · b5 белая пешка · c5 чёрный король · e5 чёрная ладья · d4 белая ладья · c3 белая пешка · e3 чёрная пешка · h3 белая ладья · e2 белая пешка | f8 белый король · f7 белая пешка · d6 белый конь · e6 чёрный слон · f6 белый конь · g6 чёрная пешка · a5 белая пешка · b5 белая пешка · c5 чёрный король · e5 чёрная ладья · d4 белая ладья · c3 белая пешка · e3 чёрная пешка · h3 белая ладья · e2 белая пешка | f8 белый король · f7 белая пешка · d6 белый конь · e6 чёрный слон · f6 белый конь · g6 чёрная пешка · a5 белая пешка · b5 белая пешка · c5 чёрный король · e5 чёрная ладья · d4 белая ладья · c3 белая пешка · e3 чёрная пешка · h3 белая ладья · e2 белая пешка | f8 белый король · f7 белая пешка · d6 белый конь · e6 чёрный слон · f6 белый конь · g6 чёрная пешка · a5 белая пешка · b5 белая пешка · c5 чёрный король · e5 чёрная ладья · d4 белая ладья · c3 белая пешка · e3 чёрная пешка · h3 белая ладья · e2 белая пешка | 1 |
|   | a | b | c | d | e | f | g | h |   |